# Джеймс Малори
Джеймс Патрик Mалори (на английски: James Patrick Mallory) (роден 1945 г.) е ирландско-американски археолог и индоевропеист. Малори е почетен професор в кралския университет, Белфаст, член на Ирландската кралска академия и главен редактор на Списание за индоевропейски изследвания и „Еманиа: Бюлетин на изследователска група Наван (Белфаст)“.

## Биография
Роден през 1945 г. в Белфаст, Малори получава бакалавърска степен по история от Западния колеж в Калифорния през 1967 г., след това служи три години в американската армия. Получава докторска степен по индоевропейски изследвания в Калифорнийския университет в Лос Анджелис през 1975 г. Заема няколко позиции след 1977 г. в кралския университет на Белфаст, става професор по праисторическа археология през 1998 г.
Научните изследвания на професор Малори са фокусирани върху ранния неолит и бронзовата епоха в Европа, проблема за прародината на индоевропейците и археологията на ранната Ирландия. Той поддържа интегративния подход към тези въпроси, сравняващ литературни, лингвистични и археологически доказателства за решаване на историческите загадки.
Едно от последствията на предпочитания от проф. Mалори интегративен подход е, че той е силно критичен към Анатолийската хипотеза за произхода на индоевропейците, поддържана от Колин Ренфрю, която локализира прародината на това езиково семейство през началото на неолита в Мала Азия и свързва разпространението му с разпространението на селското стопанство. Ключов елемент на неговата критика е енергичната му защита на езиковата палеонтология като валиден инструмент за решаване на проблема за прародината на индоевропейците, твърдейки, че Ренфрю е скептичен към този инструмент именно защото той предлага най-силното доказателство срещу неговия собствен модел. Книгата на Малори в съавторство с Д. К. Адамс, озаглавена „Оксфордско въведение в прото-индоевропейците и техния свят“ (Oxford University Press 2006) излага цялостен разказ на реконструирания прото-индоевропейски език и оценка на това, какво може да заключи за обществото, което е говорило този език.

### Книги
- Mallory, J. P. In Search of the Indo-Europeans: Language, Archaeology and Myth.   London, Thames & Hudson, 1989. ISBN 0-500-27616-1.
- Mallory, J. P. The Archaeology of Ulster.   Belfast, Dufour Editions, 1991. ISBN 0-85389-353-5.
- Mallory, J. P., Adams, D. Q. Encyclopedia of Indo-European Culture.   London and Chicago, Fitzroy-Dearborn, 1997. ISBN 1-884964-98-2.
- Mallory, J. P. The Tarim Mummies: Ancient China and the Mystery of the Earliest Peoples from the West.   London, Thames & Hudson, 2000. ISBN 0-500-05101-1.
- Mallory, J. P., Adams, D. Q. The Oxford Introduction to Proto-Indo-European and the Proto-Indo-European World.   Oxford, Oxford University Press, 2006. ISBN 0199287910.
- Mallory, J. P. The Origins of the Irish.   London and New York, Thames & Hudson, 2013. ISBN 0500051755.

### Статии
- Mallory, J. P. The Homelands of the Indo-Europeans //  Archaeology and Language I.   London and New York, Routledge, 1997. с. 93 – 121.
- Mallory, J. P. The Indo-European homeland problem: A matter of time //  Journal of Indo-European Studies Monography 17.   Washington, D.C., 1993. с. 1 – 22.
- Mallory, J. P. The Old Irish Chariot //  Mír Curad: Studies in Honor of Calvert Watkins.   Innsbruck, Innsbrucker Beitrage zur Sprachwissenschaft, 1998. с. 451 – 464.
- Mallory J. P., 2013 Twenty-first century clouds over Indo-European homelands, Journal of Language Relationship / Вопросы языкового родства, 9 (2013), p. 145 – 154